# Природний газ

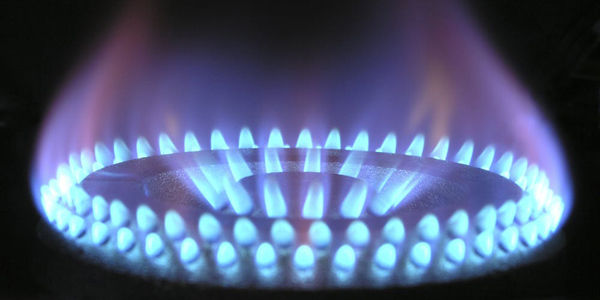
Горіння природного газу на газовій плиті.

Природний газ (англ. gas; нім. Gas n, Erdgas n) — суміш газів, що утворилася в надрах Землі при анаеробному розкладанні органічних речовин та/або при конденсації у пастках еманацій з верхньої мантії. Як правило, це суміш газоподібних вуглеводнів (метану, етану, пропану, бутану тощо), яка утворюється в земній корі та яку широко використовують як високоекономічне паливо на електростанціях, у чорній та кольоровій металургії, цементній та скляній промисловості, у процесі виробництва будматеріалів та для комунально-побутових потреб, а також як сировина для отримання багатьох органічних сполук.
Природний газ є корисною копалиною. Часто є побічним газом при видобутку нафти. Природний газ у пластових умовах (умовах залягання в земних надрах) перебуває в газоподібному стані у вигляді окремих скупчень (газові поклади) або у вигляді газової шапки нафтогазових родовищ — це вільний газ, або в розчиненому стані в нафті або воді (у пластових умовах), а в стандартних умовах (0,101325 МПа і 20 °C) — тільки в газоподібному стані.
Також природний газ може перебувати у вигляді газогідратів.

## Етимологія та історія
Поняття «газ» було введене голландським натуралістом і теософом-містиком Яном Баптистою ван Гельмонтом у 1620 р. при дослідженнях процесу утворення деревного вугілля. За Гельмонтом, газ (від грецького «хаос») це речовина, яка у звичайних умовах може заповнювати весь доступний йому простір без стрибкоподібної зміни властивостей.
Історія газової промисловості налічує трохи більше ста років. Газова промисловість у США сходить до 1821 року, коли природний газ був відкритий і використаний у Фредонії, штат Нью-Йорк, що призвело до створення в 1858 році Fredonia Gas Light Company.
Із самого початку ринок природного газу був обмежений трубопровідною технологією. Газ для Фредонії, Нью-Йорку, у 1821 році поставлявся дерев'яними трубами.
У 1800-х роках у більшості міст США використовували газ, вироблений із вугілля на перших газових заводах — газовнях.
Місто Філадельфія створило перше муніципальне підприємство з розподілу природного газу в 1836 році.
Починаючи з 1884 року, природний газ використовували у скляній і сталеливарній промисловості Піттсбурга. Газ доставлявся в місто по трубопроводу з Муррісвілла, який зараз знаходиться приблизно за 35 км на схід від Пітсбурга. Піттсбург став першим містом у світі, під'єднаним до газопроводу.
У Європі природний газ виявили у другій половині XIX ст. під час буріння свердловин на нафту. З 1872 року його почали використовувати у промисловості, хоча він залишався побічним продуктом нафтовидобутку. Тоді ж розпочалося й будівництво газопроводів.
Перше європейське газове родовище відкрили лише в 1910 році, коли в передмістях Гамбурга пробурили глибинну свердловину в пошуках питної води. Газ, що піднявся на поверхню з глибини 250 м, запалав і вирвався назовні у вигляді вогненних фонтанів, на які люди, що спостерігали за бурінням, зачаровано дивилися як на унікальне диво природи. Із 1913 по 1930 роки на цьому родовищі видобуто 250 млн м3 газу. Загалом із 1920-х років природний газ приходить на великі промислові підприємства як хімічна сировина й розпочинає поступове сходження на вершину паливно-енергетичного Олімпу.
У другій половині ХХ ст. почалося швидке зростання видобутку і споживання природного газу і формування нових районів газової промисловості в СРСР, Південно-Західній Азії, Європі, Північній Африці та інших регіонах. Одночасно формувався міжнародний ринок природного газу.

## Хімічний склад
Основну частину природного газу складає метан (CH4) — до 98 %. До складу природного газу можуть також входити важчі вуглеводні:
- етан (C2H6),
- пропан (C3H8),
- бутан (C4H10) — гомологи метану, а також інші невуглеводні речовини:
- водень (H2),
- сірководень (H2S),
- діоксид вуглецю (CO2),
- азот (N2),
- гелій (Не).

Приклад компонентного складу природного газу, що відпускається населенню, може бути таким: метан (96–97,6 %), етан (1,24–1,88 %), пропан (0,30–0,57 %), ізобутан (0,04–0,083 %), н-бутан (0,04–0,09 %), пентани (0,018–0,032 %), гексани та вищі (0,001–0,004 %), азот (0,7–0,82 %), діоксид вуглецю (0,05–0,021 %), кисень (0,007–0,008 %).

## Властивості природного газу
Природний газ не має кольору і запаху. Щоб можна було визначити витік по запаху, до нього перед подачею споживачам додають одорант — речовину з різким специфічним запахом. Як одорант може використовуватись етилмеркаптан — C2H5SH або суміш природних меркаптанів — СПМ (C2H3P). У магістральних газопроводах транспортується неодоризований газ, оскільки одорант належить до агресивних речовин, що спричиняють корозію стінок труб.
Фізико-хімічні властивості, параметри, які характеризують газ (газоконденсат) за умов пластових тисків і температури:
- густина,
- в'язкість,
- вологовміст,
- розчинність,
- зворотна конденсація,
- критична температура і тиск,
- об'ємний коефіцієнт,
- коефіцієнт стисливості та ін.

### Фізичні властивості
Орієнтовні фізичні характеристики:

В'язкість природного газу при різних значеннях тиску і температури

- Густина: ρ = 0,7 кг/м³ (сухий газоподібний) або 400 кг/м³ рідкий
- Температура займання: t = 650 °C
- Теплота згоряння: 16–34 МДж/м³ (для газоподібного)
- Октанове число при використанні у двигунах внутрішнього згоряння: 120—130
- Вологість природних газів. Природний газ в пластових умовах завжди насичений парами води. У газоносних породах завжди міститься зв'язана, підошовна або крайова вода.

- Дифузія газу — це проникнення молекул одного газу в середовище іншого газу за допомогою броунівського руху.
- Адсорбція газу — процес концентрування молекул газу на поверхні розділу середовищ. Адсорбованість природних газів збільшується зі збільшенням молекулярної маси молекул та зі збільшенням тиску.
- Абсорбція газу — процес дифузії типу «газ-рідина», коли поглинання газу рідиною відбувається усією поверхнею (об'ємом), а не на межі розділу середовищ.
- Ефузія газу — процес витікання газу у вакуумі. Такий процес відбувається при русі газу в пористих середовищах.
- Пружність газу — здатність стискатися і розширятися під впливом тиску і температури, і отже, ці чинники є визначальними параметрами стану газу. Слабка міжмолекулярна взаємодія речовини в газоподібному стані обумовлює прагнення газу до нескінченного розширення з підвищенням температури.

Детальніша інформація про якість природного газу на території України на офіційному інтернет-сайті ПАТ «УКРТРАНСГАЗ». [Архівовано 21 січня 2015 у Wayback Machine.]

### Хімічні властивості
Див. Хімія природних газів

### Отруйні властивості природного газу

Див. також Небезпечні властивості природного газу
Природний газ створює задушливу дію на організм людини. Із газових компонентів природних і нафтових газів особливо токсичним є сірководень, його запах відчувається при вмісті в повітрі 0,0014–0,0023 мг/л. Сірководень — отрута, що викликає параліч органів дихання й серця. Концентрація сірководню 0,06 мг/л викликає головний біль. При концентраціях 1 мг/л і вище настають гостре отруєння і смерть.
Гранично допустима концентрація сірководню в робочій зоні виробничих приміщень — 0,01 мг/л, а в присутності вуглеводнів С1-С5 — 0,003 мг/л.
Характер дії на організм людини вуглекислого газу — наркотичний, при високих концентраціях викликає швидку задуху через нестачу кисню. Вміст 4–5 % вуглекислого газу в повітрі призводить до запаморочення, підвищує кров'яний тиск. Вдихання високих концентрацій вуглекислого газу (20 %) спричиняє зупинку дихання і смерть.
Від газифікації осель залежить підвищення їх комфортності. Однак внаслідок неповного згорання газу через недосконалості газової апаратури повітря цих осель забруднюється шкідливими елементами та сполуками. При відкритому горінні газу у звичайних газових пристроях у повітрі кухонь виявляється підвищений вміст вуглеводнів разом із карбон(II) та (IV) оксидами. Продукти повного і неповного згорання газу, які утворилися та накопичилися у повітрі кухонь, дифундують у суміжні побутові приміщення та житлові кімнати.
| Вуглеводні    | Вміст, %                                    | Вміст, %                                    | Достовірність зрушень за сезонами |
| ------------- | ------------------------------------------- | ------------------------------------------- | --------------------------------- |
| Вуглеводні    | Влітку                                      | Взимку                                      | Достовірність зрушень за сезонами |
| Метан         | {\displaystyle 0,09\pm 0,006}               | {\displaystyle 0,008\pm 0,0001}             | {\displaystyle <0,001}            |
| Етан+етилен   | {\displaystyle (3,3\pm 0,31)\cdot 10^{-5}}  | {\displaystyle (1,8\pm 0,25)\cdot 10^{-6}}  | {\displaystyle <0,001}            |
| Пропан        | {\displaystyle (0,52\pm 0,15)\cdot 10^{-5}} | {\displaystyle (0,3\pm 0,12)\cdot 10^{-6}}  | {\displaystyle <0,1}              |
| Пропілен      | {\displaystyle (2,77\pm 1,33)\cdot 10^{-6}} | {\displaystyle (2,6\pm 1,10)\cdot 10^{-6}}  | {\displaystyle <0,4}              |
| Ацетилен      | {\displaystyle (0,54\pm 0,27)\cdot 10^{-6}} |                                             |                                   |
| Ізобутан      | {\displaystyle (1,96\pm 0,52)\cdot 10^{-6}} | {\displaystyle (0,63\pm 0,26)\cdot 10^{-6}} | {\displaystyle <0,05}             |
| н-бутан       | {\displaystyle (9,14\pm 0,96)\cdot 10^{-6}} | {\displaystyle (3,18\pm 1,1)\cdot 10^{-6}}  | {\displaystyle <0,05}             |
| Бутен         | {\displaystyle (0,26\pm 0,03)\cdot 10^{-7}} |                                             |                                   |
| Ізопентан     | {\displaystyle (0,97\pm 0,24)\cdot 10^{-6}} | {\displaystyle (0,55\pm 0,1)\cdot 10^{-6}}  | {\displaystyle <0,01}             |
| Пентен        | {\displaystyle (0,6\pm 0,22)\cdot 10^{-7}}  |                                             |                                   |
| 2-метилгексан | {\displaystyle (4,2\pm 1,2)\cdot 10^{-7}}   |                                             |                                   |
| 3-метилгексан | {\displaystyle (1,6\pm 1,2)\cdot 10^{-7}}   |                                             |                                   |
| н-гексан      | {\displaystyle (13,3\pm 1,3)\cdot 10^{-7}}  |                                             |                                   |
| н-пенган      | {\displaystyle (5,3\pm 2,3)\cdot 10^{-7}}   | {\displaystyle (3,43\pm 2,3)\cdot 10^{-7}}  | {\displaystyle <0,03}             |

Також виділяються пензопірен, оксиди вуглецю та азоту, радіоактивний газ радон. Влітку вміст карбоксигемоглобіну у крові домогосподарок, які мають справу із використанням газових плит, вищий, ніж взимку. Найефективніший захід — використання електроплит.

## Поширення
Див. Ресурси і запаси природного газу

### У світі
Розташування природного газу в земній корі: найближче до поверхні — метан вугільних родовищ. Нижче — конвенційні родовища природного газу та супутнього нафтового газу. Ще нижче — газ, «закупорений» в щільних породах (tight gaz). Під ним — шар насичених газом сланців.
Запаси природного газу: 21,4 % світових запасів природного газу належать Росії. На другому місці — Іран (15,9 % світових запасів).
З 2001 року діє Форум країн-експортерів газу (GECF), до складу якого входять: Алжир, Болівія, Бруней, Венесуела, Єгипет, Індонезія, Іран, Катар, Лівія, Малайзія, Нігерія, Об'єднані Арабські Емірати, Оман, Росія, Тринідад і Тобаго. GECF називають «газовим ОПЕК».
Також великі запаси газу мають Норвегія, США, Канада.
У 2018 році за даними американських інституцій доведені запаси природного газу по країнах зафіксовані на такому рівні: 21 % — Росія ; 17,1 % — Іран; 12,2 % — Катар; 4,4 % — США; 4,4 % — Саудівська Аравія; 3,8 % — Туркменістан; 3,1 % — ОАЕ; 2,9 % — Венесуела; 2,8 % — Нігерія; 2,8 % — Китай; 22,4 % — інші країни. За даними British Petroleum картина станом на 2013 рік дещо інша: перевіреними ресурсами (в кубічних кілометрах) є світові 187 300, Іран 33 600, Росія 32 900, Катар 25 100, Туркменістан 17 500 та США 8500. При цьому за оцінками, існує близько 900 000 км³ «нетрадиційного» газу, такого як сланцевий газ.

### В Україні
Україна видобуває за рік понад 19 млрд м³ газу (2006).
Станом на листопад 2004 р. Україна мала 561 млрд м³ розвіданих запасів природного газу (33-є місце у світі)
Нерозвідані запаси газу в Україні 2006 року оцінювали в 4,5 трильйона м³.
Перспективними родовищами природного газу можуть стати шельфи Чорного та Азовського морів.
Розвідкою і видобутком природного газу в Україні займається переважно компанія «Укргазвидобування» (дочірня компанія Національної акціонерної компанії «Нафтогаз України»; проводить понад 80 % робіт з пошуково-розвідувального буріння, близько 60 % всіх обсягів сейсморозвідки, забезпечує 86 % приросту розвіданих запасів газу).
Розвідкою і видобутком природного газу на шельфі Чорного та Азовського морів займається державна компанія «Чорноморнафтогаз».

## Видобуток природного газу

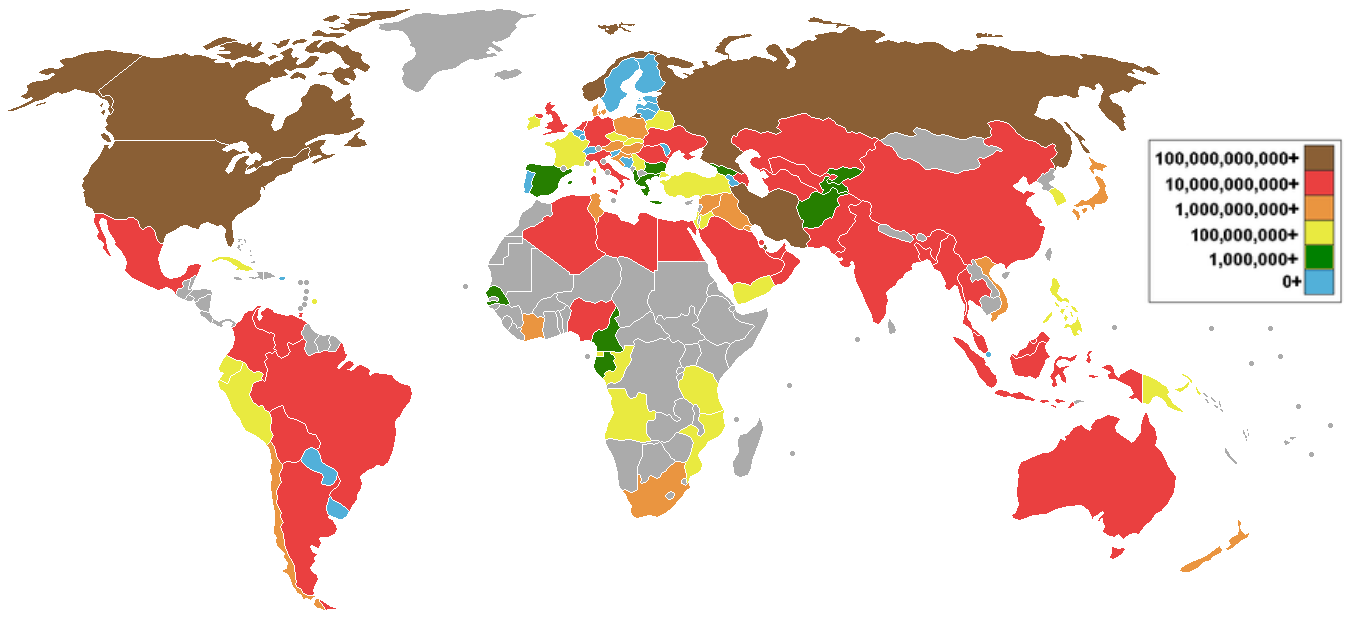
Видобуток природного газу в світі.

Природний газ розташований в землі на глибині від 1000 метрів до декількох кілометрів. Надглибокою свердловиною недалеко від міста Новий Уренгой отриманий приплив газу з глибини понад 6000 метрів. У надрах газ перебував в мікроскопічних порожнечах, названих порами. Пори з'єднані між собою мікроскопічними каналами — тріщинами, по цих каналах газ надходить зі шпар з високим тиском у шпари з нижчим тиском доти, поки не виявиться у свердловині.
Газ добувають з надр землі за допомогою свердловин. Шпари намагаються розмістити рівномірно на всій території родовища. Це робиться для рівномірного падіння пластового тиску в покладі. Інакше можливі перетікання газу між областями родовища, а так само передчасне обводнювання покладу.
Газ виходить з надр внаслідок того, що в шарі перебуває під тиском, що значно перевищує атмосферний. Таким чином, рушійною силою є різниця тисків у шарі та системі збору.
Станом на 2020 р. Національна акціонерна компанія «Нафтогаз України» видобуває понад 70 % українського газу.
10 найбільших світових виробників природного газу у 2011 році (66,7 % від загального обсягу) були: 1). Росія (677 (20,0 %)), 2) США (651 (19,2 %)), 3) Канада (160 (4,7 %)), 4) Катар (151 (4,5 %)), 5) Іран (149 (4,4 %)), 6) Норвегія (106 (3,1 %)), 7) Китай (103 (3,0 %)), 8) Саудівська Аравія (92 (2,7 %)), 9) Індонезія (92 (2,7 %)), 10) Нідерланди (81 (2,4 %)).

## Транспортування природного газу
Див. також Газопровід.
Основні методи транспортування природного газу:
- трубопровід (PPL);
- скраплений природний газ (LNG);
- переведення газової фази в рідку (GtL);
- переведення газу в продукцію (GtC)
- добування газу для виробництва електроенергії (GtW);
- стиснений природний газ (CNG);
- переведення газової фази у тверду (GtS), гідратоутворення

Наразі основним видом транспорту є трубопровідний. Газ під тиском, як правило, до 75 атмосфер (кгс/см²) рухається по трубах в поперечнику до 1420 мм. В міру просування газу по трубопроводу він втрачає енергію, переборюючи сили тертя як між газом і стінкою труби, так і між шарами газу. Тому через визначені проміжки необхідно споруджувати компресорні станції (КС) з газоперекачувальними агрегатами (ГПА), на яких газ дотискується до розрахункового тиску. Спорудження й обслуговування трубопроводу досить дороге, однак це найдешевший спосіб транспортування газу і нафти. Газопроводи великого діаметра, призначені для транспортування газу на великі відстані, називаються магістральними.
Загальна довжина магістральних газогонів в Україні становить 35,6 тис. км. Детальніша інформація про роботу газотранспортної системи можна знайти на офіційному інтернет-сайті ПАТ «УКРТРАНСГАЗ». [Архівовано 23 березня 2022 у Wayback Machine.]
Крім трубопровідного транспорту використовують спеціальні танкери — газовози. Це спеціальні кораблі, на яких газ перевозиться в стиснутому або скрапленому стані при визначених термобаричних умовах. У такий спосіб для транспортування газу цим способом необхідно простягнути газогін до берега моря, побудувати на березі газовий завод, що скраплює, порт для танкерів, і самі танкери. Такий вид транспорту вважається економічно обґрунтованим при віддаленості споживача скрапленого газу понад 3000 км.
Постачальники скрапленого природного газу (СПГ) виграють коштом економії на морських перевезеннях. За сприятливих умов ціна постачання газу танкером може бути нижче за ціну постачання по газопроводу майже на порядок. Порівняння транспортних витрат з використанням СПГ і газовозів показує, що при збільшенні відстані транспортування витрати збільшуються далеко нижчими темпами, підтверджуючи привабливість нового ринку скрапленого природного газу. Навпаки, прокладка як наземних, так і підводних трубопроводів зі зростанням відстаней збільшує собівартість традиційного природного газу набагато швидше.

## Переробка газу
У світі природний та нафтовий газ почали переробляти у двадцятих роках минулого століття. Найактивніше цей напрямок розвивався у США, Канаді та ін. Головні етапи розвитку переробки газу наступні:
- Перший етап (20–40-і роки ХХ ст.) називають «ерою газового бензину», оскільки газопереробні заводи будували для вилучення газового бензину і підготовки газу до транспортування. Щоб запобігти утворенню кристалогідратів та конденсації важких вуглеводнів у газопроводах на ГПЗ з газу виділяли механічні домішки та вільну вологу (воду та конденсат), осушували газ до заданої точки роси та виділяли з газу газовий бензин (пентан і вище). У цей період на заводах переважали компресійні методи осушування та відбензинювання газу — газ компримували до певного тиску і охолоджували водою, внаслідок чого відбувалася конденсація парів води та важких вуглеводнів.
- Другий етап (50–60-і роки) називають «ерою зріджених газів», оскільки ГПЗ почали будувати насамперед для виділення зріджених газів (пропану і бутанів), які використовували як комунально-побутове і моторне паливо та нафтохімічну сировину. Водночас з пропаном і бутаном з газу виділяли газовий бензин. Схеми переробки нафтового та природних газів ускладнились: спочатку застосовували абсорбційні схеми з водяним або повітряним охолодженням потоків, згодом почали використовувати процес абсорбції за низьких температур та високих тисків (низькотемпературна абсорбція). На таких заводах виділення пропану становить 80–85 %. На ГПЗ, як і раніше, готують газ до транспортування, але ця технологічна операція здійснюється тепер через необхідність глибшої переробки газу. На деяких ГПЗ водночас з низькотемпературною абсорбцією почали застосовувати схема низькотемпературної конденсації.
- Третій етап (починається з середини 60-х років) називають «ерою етану», оскільки на заводах водночас з традиційними продуктами почали одержувати товарний етан (етанові фракції). Для виділення етану використовують насамперед схеми НТА і НТК з різними холодильними циклами та турбодетандерними машинами. На сучасних ГПЗ вихідний газ можна охолоджувати до мінусових температур близько 80–100 °С, а вилучення етану може сягати 80–90 % від його потенційного вмісту в сировині.

Наприкінці 90-х років ХХ ст. у США функціонувало близько 750 газопереробних заводів загальною потужністю 719 млрд м³ газу на рік.
Останнім часом спостерігається тенденція до збільшення одиничних потужностей технологічних ліній та газопереробних заводів. На нових ГПЗ будують комбіновані установки, на яких поєднані декілька технологічних процесів, необхідних для переробки газу. За наявності високопродуктивного компресорного, теплообмінного та іншого обладнання заводи проєктують так, що кожна технологічна лінія має один компресор, один теплообмінник, один турбодетандер тощо. Такий підхід до проєктування зменшує капітальні вкладення, спрощує обслуговування і підвищує надійність роботи ГПЗ.

## Застосування
Найдавніші свідоцтва застосування газу як палива походять з Китаю й датуються початком нової ери. У трактаті «Хоу хань шу» повідомляється, що в Ліньцюні (провінція Сичуань, нині повіт Цюнлай) задля пошуку газу був споруджений колодязь завглибшки 23 чжана (74 м), у якому десятиріччями палав вогонь. Місцеві жителі зрозуміли природні властивості газу й видобували його поруч з вогняними колодязями (або безпосередньо з них). Учений Чжан Хуа в трактаті «Боу чжи» («Опис царства природи») і поет Цзо Си в «Шу ду фу» («Ода столиці Шу») свідчать про використання природного газу для випарювання солі (ці твори написані в III ст. н.д.). До пальників печей газ подавався від джерел бамбуковим трубопроводом. З часом ці технології були втрачені. Сичуанські вогняні колодязі були знов «відкриті» в XVII ст. і їх використовували на місцевих солеварнях аж до нашого часу. Проте горючий газ більше ніде у світі не застосовували до початку XIX ст., коли ним почали освітлювати міські вулиці та майдани. З 1872 року природний газ почали використовувати у промисловості, залишаючись побічним продуктом нафтовидобутку. Тоді ж розпочалося й будівництво газопроводів.
Сьогодні природний газ широко використовують у хімічній промисловості як вихідну сировину. Також його використовують як пальне, для опалення житлових будинків, паливо для машин [Архівовано 27 лютого 2021 у Wayback Machine.], електростанцій, для роботи газових приладів і пристроїв, та ін.
Сьогодні із понад 50 млн тонн водню, що виробляється у світі, половина отримується шляхом конверсії водяної пари із природним газом. Використання водню, як палива, є основою водневої енергетики.
КОЕФІЦІЄНТ НЕРІВНОМІРНОСТІ СПОЖИВАННЯ ГАЗУ — відношення середньої фактичної витрати газу за певний період (сезон, добу, годину) до середньої витрати за більший відповідний період (відповідно рік, місяць, доба).
Україна належить до енергодефіцитних країн, яка задовольняє свої потреби в енергетичних ресурсах за рахунок власного виробництва менше ніж на 50 % (у тому числі по споживанню імпортованого природного газу на душу населення займає перше місце у світі).
В Радянському Союзі станом на 1989 рік на потреби населення витрачалось 45–50 мільярдів кубометрів природного газу і близько п'яти мільярдів кубометрів зрідженого газу.

## Вибухова сила природного газу

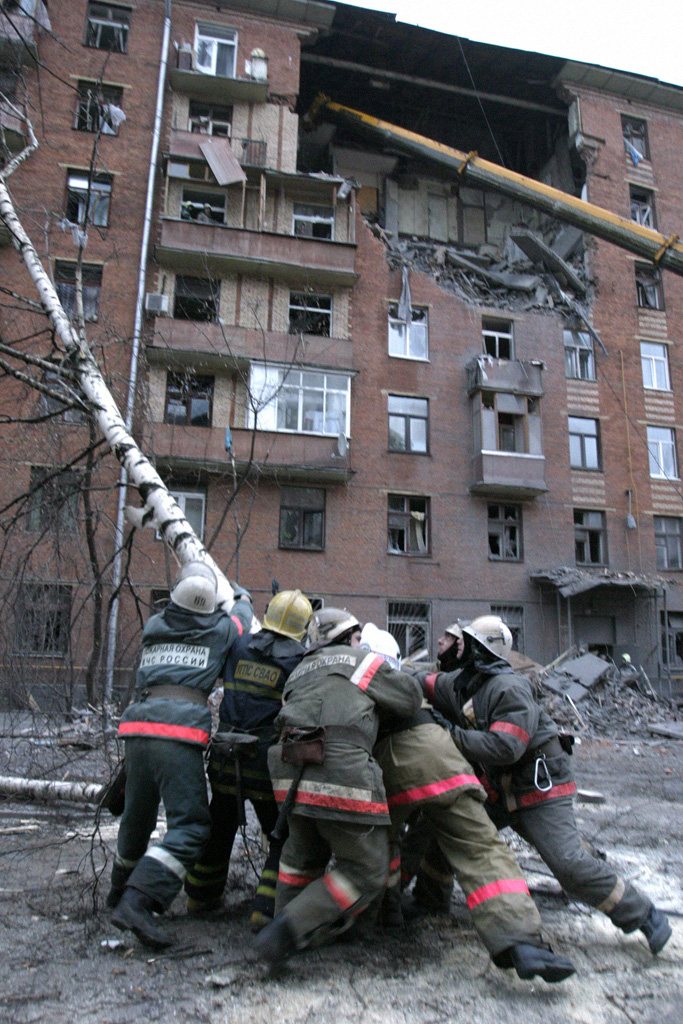
Відновні роботи після вибуху природного газу в житловому будинку, Москва

### Вибух газу в житловому будинку Дніпра 2007
Вибух газу, який стався 13 жовтня 2007 року в Дніпрі в 10-поверховому будинку за адресою: вул. Мандриківська, 127 і є однією з наймасштабніших українських трагедій 2007 року.
Вибух стався у третьому під'їзді будинку і пролунав 13 жовтня 2007 року близько 10:30. Він був таким масштабним, що ледве не зруйнував сусідні будівлі. Під'їзд був зруйнований повністю, ще три інших під'їзди теж зазнали пошкоджень. Усього 23 особи загинули, ще 20 були поранені.